# アレキサンダー・マッケンジー (カナダ首相)
アレキサンダー・マッケンジー（英語: Alexander Mackenzie、1822年1月28日 - 1892年4月17日）は、カナダの第2代首相、建築請負人、作家。カナダ自由党から選出された初の首相である。

## 生涯
イギリス・スコットランドのパースシャー（現パース・アンド・キンロス）Logierait村に、同名の父とメアリー・ステュアート・フレミングの第3子として生まれる。パース、ピトロッホリー、ダンケルドにある公立学校に通った後、1842年にカナダへ移住、信仰を長老派教会からバプテスト教会に変えた。そして、バプテスト教会の信仰に合わせ禁酒運動が盛んだったオンタリオ州からカナダ議会議員選挙に立候補し、当選した。
マッケンジーは1845年にヘレン・ニール（1826年 - 1852年）と結婚し、3人の子を持った。しかしその後、ヘレンと2人の子が亡くなり、1853年にジェーン・マッケンジー（1825年 - 1893年）と再婚した。
ジョン・A・マクドナルド政権が1873年に「パシフィック・スキャンダル」で退陣した際、カナダ総督のダファリン伯爵フレデリック・ハミルトン＝テンプル＝ブラックウッドはカナダ自由党に政権を作るよう要請した。当時の自由党内に明確な指導者はいなかったが、マッケンジーは首相のポストを受け継げる人物だったため、彼が政権をつくり、総督に選挙を1874年1月に行うよう要請した。その選挙で自由党が勝利し、マクドナルドのカナダ保守党は野党となり、1878年の選挙時まで政権を維持した。
首相となったマッケンジーは、政府の構造改革を行い、政府を単純化するよう努めた。彼の功績は、選挙時の無記名投票を導入したこと、カナダ最高裁判所を作ったこと、1874年にキングストンにカナダ王立軍事大学をつくったこと、1878年に総督の会計監査職をつくったことなどが挙げられる。とりわけ、カナダ太平洋鉄道に着手した際には、野党と激しく対立した。
1878年の選挙で敗北した後も、マッケンジーは1880年まで野党の指導者を務め、後任にはエドワード・ブレイクが就任した。1892年にトロントで脳卒中により亡くなるまで下院議員を務めあげ、遺体はサーニアのレイクビュー墓地に埋葬された。

## 遺産

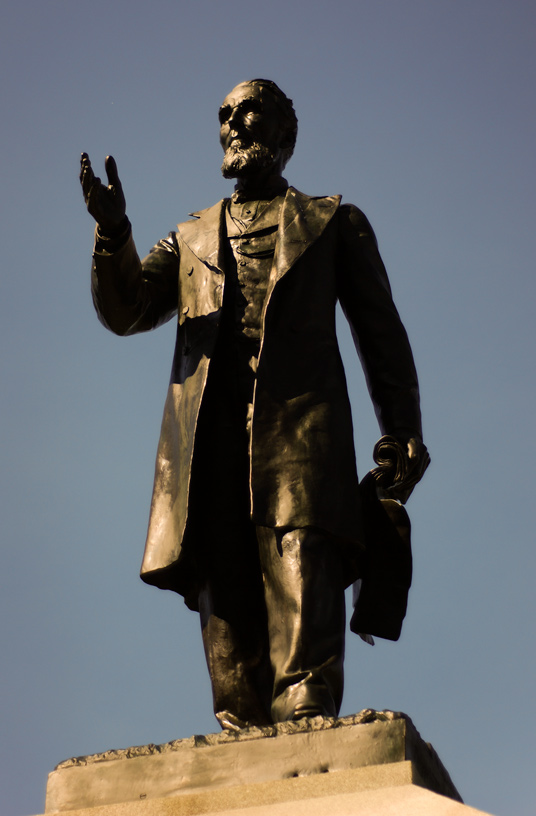
オタワにあるマッケンジー像

マッケンジーがオンタリオ州キングストンに創ったカナダ王立軍事大学は、彼への敬意を込めて、校舎の一つに「マッケンジー・ビルディング」と名付けた。
晩年にカナダの首相が、マッケンジーへナイトの叙位を打診したが、彼は全て断った。1920年に就任したアーサー・ミーエン以前には、マッケンジーはナイト位に叙されなかった唯一の首相であった。
アレクサンダー・マッケンジー高校は彼の名をとって名付けられた。現在高校は、オンタリオ州リッチモンドヒルとサーニアにある。

## 最高裁判所官職
マッケンジーは、以下の法律専門家をカナダ最高裁判官に任命した。
- サー・ウィリアム・ビューエル・リチャーズ（最高裁判所長官　1875年9月30日 - 1879年1月10日）
- テレスフォア・フルニエ（1875年9月30日 - 1895年9月12日）
- ウィリアム・アレキサンダー・ヘンリー（1875年9月30日 - 1888年5月3日）
- サー・ウィリアム・ジョンストーン・リッチー（1875年9月30日 - 1892年9月25日）
- サー・サミュエル・ヘンリー・ストロング（1875年9月30日 - 1902年11月18日）
- ジーン・トーマス・タシュロー（1875年9月30日 - 1878年10月6日）
- サー・ヘンリー・エルザー・タシュロー（1878年10月7日 - 1906年5月2日）